# گاو نشسته (فیلم)
«گاو نشسته» (انگلیسی: Sitting Bull (film)) یک فیلم است که در سال ۱۹۵۴ منتشر شد.

## بازیگران
- دیل رابرتسون
- مری مورفی
- جی. کارول نایش
- آیرن آیز کودی
- جان همیلتون
- داگلاس کندی
- ویلیام هاپر